# Claire Ferval
Pour les articles homonymes, voir Ferval.
Claire Ferval, de son vrai nom Claire Chevalier, est une chanteuse française, née le 7 août 1939.

## Discographie
- 1963, Bobbi oh Bobbi (Sous le nom de Claire Ferval) - Disque Barclay- Change de nom et devient Claire Chevalier car Maurice Chevalier l'ayant remarquée, il devint son parrain de théâtre.
- 1965, Qu'est ce qu'elle est là ? (Sous le nom de Claire Chevalier) - Disques Barclay
- 1965, Approche - Disques Barclay
- 1965, Si j'inventais l'amour - Disques Barclay
- 1966, La médaille d'amour - Disques CBS
- 1966, Depuis quelque temps (Claire Chevalier) - Disques CBS
- 1967, Il revient Fanny. Chanson écrite par Charles Aznavour pour Claire Chevalier - Disques CBS
- 1969, Rain and tears et Rien jamais - Disques RCA.
- 1970, Je t'ai choisi et Le météque - Disques EPIC